# Darb-e Emam
Darb-e Emam är en helgedom som ligger i Dardasht-kvarteret i Isfahan, Iran. Byggnaden med sin begravningsplats och trädgård tillhör olika byggperioder och stilar. Den första byggnaden uppfördes 1453 under ledning av Jalal ed-Din Safarsjah under Kara Koyunludynastin.